# Sextarius
Sextarius (plural sextarii) o Sextari era una unitat de mesura romana de capacitat i de mesura de líquids equivalent a 0,547 litres.
Era una mesura de líquids i sòlids, una de les principals mesures romanes i punt de connexió amb la mesura dels grecs, ja que era igual al  ξέστης, que no fou una mesura originalment grega sinó que fou introduïda des de Roma.
Un sextari era una sexta part d'un congius i en grec una sexta part d'un χοῦς. Estava dividit igual que els asos en uncia, sextans, quadrans, triens, quincunx, semissis, etcètera; l'unça era 1/12 part del sextari o un ciat; un sextant eren dos ciats (cyathus); un quadrant, tres cyathus, un trient, quatre, un quincunx, cinc, etc..
El sextari era idèntic al xestes grec i probablement sextari era la forma romana del xestes.